# 397 فيينا
فيينا 307 هو كويكب من المناطق المركزية لحزام الكويكبات.تم إكتشافه بواسطة "Auguste Charlois" في 19 ديسمبر 1894 في نيس.